# Carola Holland
Carola Holland (* 1947 in Luckau) ist eine deutsche Illustratorin von Kinder- und Jugendbüchern.

## Biographie
Holland studierte an der Brooklyn Art School in New York und an der Hochschule für Angewandte Kunst in Wien sowie an der Fachschule für Wirtschaftswerbung.

## Preise und Auszeichnungen
Ihre Illustrationen wurden mit dem Till Eulenspiegel-Preis 1990 und dem Illustrationspreis der Stadt Wien ausgezeichnet.

## Werke (Auswahl)
In nahezu 100 Büchern sind die Illustrationen der Künstlerin zu finden, darunter sind:
- ABC-Suppe und Wortsalat (Text von Christa Holtei)
- Der blaue Hut und der gelbe Kanarienvogel (Text von Martin Ebbertz)
- Die Mitternachtsfee
- Doppelpass mit Poppy
- Ein Gürteltier mit Hosenträgern (Text von Georg Bydlinski)
- Engel nebenan
- Wasserhahn und Wasserhenne (Text von Georg Bydlinski)
- Zahlensalat und Rechenzauber (Text von Christa Holtei)
- Die große Ostereiersuche
- Ich hab dich so lieb (Text von Edith Schreiber-Wicke)
- Gurnemauz (Text von Edith Schreiber-Wicke)
- Der dicke Kater Pegasus (Text von Georg Bydlinski)
- Zwei Papas für Tango (Text von Edith Schreiber-Wicke), Kollektion Österreichischer Staatspreis für Kinder- und Jugendliteratur 2007
- Katzenmusik (Text von Renate Welsh), Auszeichnung LESERstimmen 2005
- Immer Ferien-Sonne, Südsee, Strandpiraten (Text von Engelbert Gressl), Auszeichnung Zehn besondere Bücher zum Andersentag 2006
- Als die Raben noch bunt waren (Text von Edith Schreiber-Wicke)